# Сан-Клементе-де-Сілвареш
Сан-Клементе-де-Сілвареш (порт. São Clemente de Silvares; МФА: [ˈsɐ̃w kɫɨ.ˈmẽ.tɨ dɨ siɫ.ˈva.ɾɨʃ]) — парафія в Португалії, у муніципалітеті Фафе. Розташована в північно-західній частині країни, на теренах історичної португальської провінції Дору-Міню. Входить до складу округу Брага. За адміністративним поділом, чинним до 1976 року, терени парафії були складовою провінції Міню. Належить до Бразької архідіоцезії Католицької церкви. Патрон — святий Клемент. Площа — 2,4526 км². Населення — 570 ос. (2011). Слабо урбанізований регіон. Густота населення — 232,41 осіб/км²
. Код — 030727.

## Назва
- Сілвареш (Сан-Клементе) (порт. Silvares (São Clemente)) — офіційна назва.

## Населення
| Кількість мешканців | Кількість мешканців | Кількість мешканців | Кількість мешканців | Кількість мешканців | Кількість мешканців | Кількість мешканців | Кількість мешканців | Кількість мешканців | Кількість мешканців | Кількість мешканців | Кількість мешканців | Кількість мешканців | Кількість мешканців | Кількість мешканців |
| ------------------- | ------------------- | ------------------- | ------------------- | ------------------- | ------------------- | ------------------- | ------------------- | ------------------- | ------------------- | ------------------- | ------------------- | ------------------- | ------------------- | ------------------- |
| 1864                | 1878                | 1890                | 1900                | 1911                | 1920                | 1930                | 1940                | 1950                | 1960                | 1970                | 1981                | 1991                | 2001                | 2011                |
| 278                 | 325                 | 363                 | 379                 | 382                 | 408                 | 512                 | 548                 | 599                 | 632                 | 654                 | 553                 | 569                 | 551                 | 570                 |

## Місцевості
- Абарі́ню (порт. Abarinho, МФА: [ɐ.bɐ.ˈɾi.ɲu]) — місцевість і поселення[6].